# Bancada do garimpo
A bancada do garimpo é um termo utilizado para denominar a crescente representação parlamentar, nacional e estadual, de pessoas ligadas ao garimpo no Brasil, cujo programa político enfatiza a legalização da atividade atualmente ilegal do garimpo, como também o enfraquecimento das atividades de fiscalização por parte de órgãos públicos ambientais.  A bancada tem ascendido nos anos recentes, especialmente em razão do apoio do ex-presidente Jair Bolsonaro. Nas eleições gerais de 2022, existiam ao menos 79 candidatos com vínculos diretos ou indiretos ao garimpo, principalmente nos Partido Liberal (PL) e no União Brasil.
O Movimento Garimpo é Legal tem servido de liderança e articulador das representações políticas do garimpo. O coordenador Rodrigo Martins de Mello, também conhecido de Rodrigo Cataratas, o único a possuir a "permissão de lavra garimpeira" em Roraima, concedida durante o governo Bolsonaro, candidatou-se ao cargo de deputado federal em 2022, pelo Partido Liberal.

## Figuras associadas

### Eleitos
Foram eleitos, em 2022, oito associados ao garimpo para o Congresso Nacional do Brasil, outros dez foram eleitos para assembleias estaduais, além de 21 que estão como suplentes.

#### Senado
- Wilder Morais (Goiás) - Filiado ao Partido Liberal (PL).[3]

#### Deputados federais
- José Medeiros (Mato Grosso) - Filiado ao Partido Liberal (PL).[3]
- Joaquim Passarinho (Pará) - Filiado ao Partido Liberal (PL).[3]
- Hugo Leal (Rio de Janeiro) - Filiado ao Partido Social Democrático (PSD).[3]
- Antônio Doido (Pará) - Filiados ao MDB, ex-prefeito de São Miguel do Guamá.[3]
- Silas Câmara (Amazonas) - Filiado ao Republicanos.[3]
- Éder Mauro (Pará) - Filiado ao Partido Liberal (PL), ex-policial, que responde processos por homicídio, tortura e invasão de propriedade, foi autor de diversos projetos de liberalização do garimpo e enfraquecimento das medidas de fiscalização.[3]

#### Deputados estaduais
- Wescley Tomaz (Pará) - Filiado ao Partido Social Cristão (PSC), conhecido como 'vereador dos garimpeiros' em seu mandato na câmara municipal de Itaituba. Foi eleito para a Assembleia Legislativa do Pará.[3]

### Candidatos em 2022
- José Altino Machado - Filiado ao Partido Liberal (PL) e diretor da Associação dos Mineradores do Alto Tapajós (Amot) - Liderança histórica do garimpo ilegal, conhecido por contribuir na criação do Garimpo em Terras Yanomamis, candidatou-se à deputado federal em 2022.[4]
- Gilson Fernandes - Filiado ao Partido Liberal (PL) e presidente da Federação Brasileira da Mineração (Febram), cujo foco é a representação de mineradores no ramo do cobre e do manganês - Tem como elemento de sua campanha a proibição da destruição dos equipamentos utilizados em atividades de mineração ilegal, como praticado atualmente pelos órgãos de fiscalização ambiental.[4]
- Antonio Denarium (Roraima) - Filiado ao Progressistas (PP).[2]
- Comendador Valclei Queiroz (Rondônia) - Filiado ao AGIR - Empreendedor, defende a legalização do garimpo.[2]
- Mara Rocha (Acre) - Filiada ao MDB, ex-deputada federal, defendia as pautas de liberalização do garimpo apresentadas pelo PL.[2]
- Flexa Ribeiro (Pará) - Filiado ao Progressistas, candidatou-se ao Senado em 2022, notório defensor da liberação do garimpo em terras indígenas.[2]
- Letícia Garimpeira (Pará) - Filiada ao Partido Social Cristão (PSC), Assembléia Legislativa do Pará.[2]
- Branca Oliveira  (Pará) - Filiada ao ao Podemos, candidatou-se à Assembléia Legislativa do Pará.[2]
- Joaquim Passarinho (Pará) - Filiado ao Partido Liberal (PL).[3]
- Sidney de Paula (Mato Grosso) - Filiado ao Partido Socialista Brasileiro (PSB), organizador de eventos sobre o garimpo, e criador de uma lei municipal que celebra o 'dia do garimpeiro'.[3]
- Odacy Amorim de Souza (Pernambuco) - Filiado ao Partido dos Trabalhadores (PT) - É sócio da Everest Mineração, empresa autuada por crimes ambientais em 2018, realizou também diversas solicitações à Agência Nacional de Mineração para a exploração de ouro em Pernambuco e na Bahia.[3]